# Нова Афінська школа
Афінська школа (італ. Scuola di Atene) — не тільки фреска пензля Рафаеля в станці делла Сеньятура Ватиканського палацу, алей школа як загальне поняття. Напрямок, в якому, у протилежність Іонічній школі, умовно об’єднують поетів тридцятих — сімдесятих років XIX століття, що писали кафаревусою.

## Історія
Формування Афінської школи пов’язується з прибуттям до незалежної Греції фанаріотів, які були відірвані від повсякденного життя народу, не брали участі у визвольних змаганнях, але зберегли освіченість у архаїчній формі, що брала витоки ще у візантійській книжності. Вони не дуже добре розбиралися в соціокультурних обставинах тогочасної Греції, але мали досить рішучості й самовпевненості, щоб повчати «дикуватих» мешканців материкової Греції з висоти своїх знань. Природно, що вони були в своїй творчості переважно прихильниками кафаревуси. Проте їхні мовні уподобання розвивалися досить складно: багато ранніх творів представників цієї школи було написано на дімотікі або під її значним впливом. Це було обумовлено післяреволюційною атмосферою, що підштовхувала до певної демократизації мови. Проте невдовзі настає інтенсивна й стрімка архаїзація: фанаріоти вважали себе за охоронників вітчизняної спадщини й хотіли таким чином закласти підвалини нової національної культури.
У п’ятдесяті — шістдесяті роки на зміну першій приходять друга й третя генерації Афінської школи: І. Тандалідіс (1818–1876), І. Карасуцас (1824–1873), Д. Валаваніс (1829–1854), А. Парасхос (1838–1895), Д. Папаррігопулос (1843–1873), С. Василіадіс (1845–1874). У творчості представників цих генерацій вже остаточно усталилися похмурі риси: мотиви смерті, песимізм, відірваність від дійсності, штучність системи образів. Віддзеркалився й крах надій на відновлення величі Греції. До того ж представників другої генерації немов переслідувала доля: Валаваніс молодим помер від сухот, Карасуцас рано кинув писати, а потім і руки на себе наклав… Важливим мотивом у Папаррігопулоса й Василіадіса була трагедія нездійсненої особистої долі.
У вісімдесяті роки XIX століття виникає Нова Афінська школа, яка успадкує й розвине спадщину і Афінської, й Іонічної шкіл.
1508 року за дорученням папи Юлія II Рафаель розписує станці (парадні зали) Ватиканського палацу. Станца делла Сеньятура була першою з розписаних Рафаелем (1508–1511). Його фрески — це алегоричні зображення людської діяльності: «Афінська школа» — філософія, «Диспут» — богослів'я, «Мудрість, помірність та сила» — правосуддя, «Парнас» — поезія. У своїх чотирьох великих композиціях Рафаель показав чотири основи, на які, на його переконання, має спиратися людське суспільство: розум (філософія, наука), доброта та любов (релігія), краса (мистецтво), справедливість (правосуддя). Зображений на фресці Арістотель тримає в руках свою етику і вказує жестом на етичну організацію світу. Натомість Платон тримає в руках діалог «Тімей», його жест, що вказує угору, має символізувати рух чуттєвого світу до світу ідей.
Фреска «Афінська школа» визнається одним з найкращих творів не тільки Рафаеля, але й ренесансного мистецтва загалом.
Спершу фреска не мала окремої назви, а назва «Афінська школа» вперше була використана Джованні П'єтро Беллоні в 1695 році.

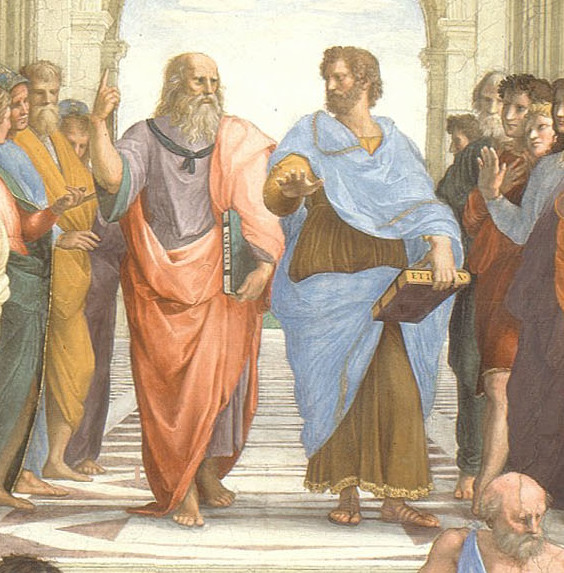
Афінська школа. Рафаель.

Картон фрески зберігається в Амброзіанській бібліотеці у Мілані.